# Rollerbank

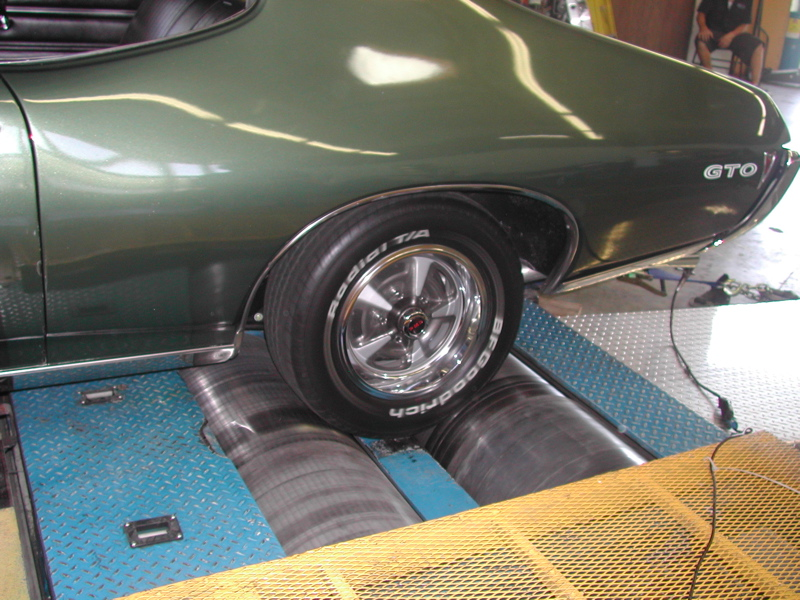
Auto op een rollerbank

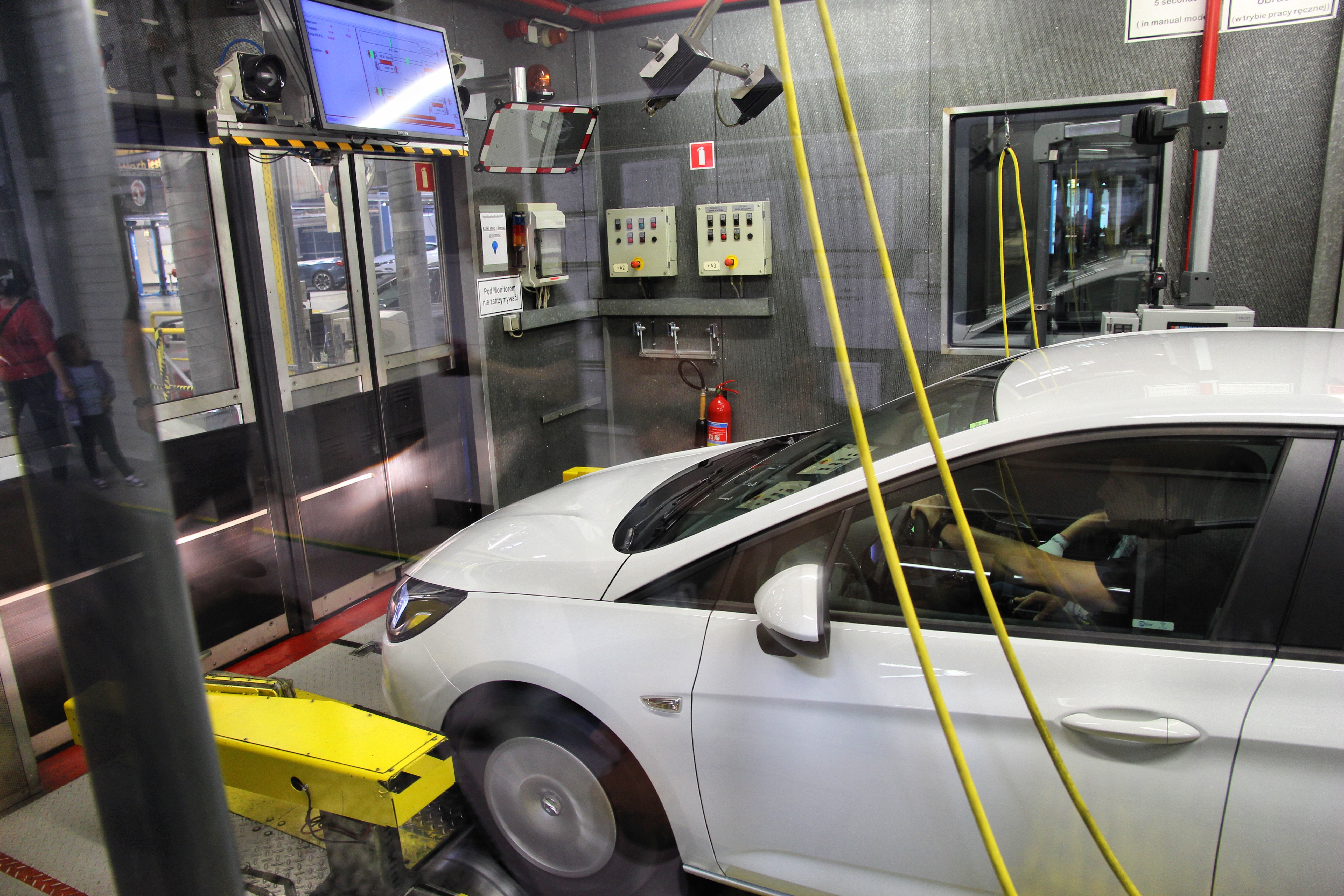
Rollerbank in een autofabriek voor het testen van nieuwe auto's

Een rollerbank is een apparaat waarop een voertuig stilstaand de wielen draait op rollen in plaats van rijdend op de weg.
Bij de APK wordt de remkracht van een voertuig gemeten op een rollerbank. De politie gebruikt een rollerbank om de maximale snelheid te meten die een bromfiets of een  snorfiets kan bereiken. Op die manier kan bepaald worden of het voertuig voldoet aan de technische voorschriften.

## Werking
De rollen waarop een wiel draait zijn gesynchroniseerd door een kettingoverbrenging en gekoppeld aan een elektrische machine die als motor, generator of ventilator werkt.
Bij de APK remtest worden de rollen aangedreven door de motor en afgeremd door het wiel; het motorkoppel is een maat voor de remkracht.
Bij de snelheidsmeting voor een bromfiets worden de rollen aangedreven door het wiel; het generatortoerental is een maat voor de snelheid.

## Toepassing bij bromfietsen

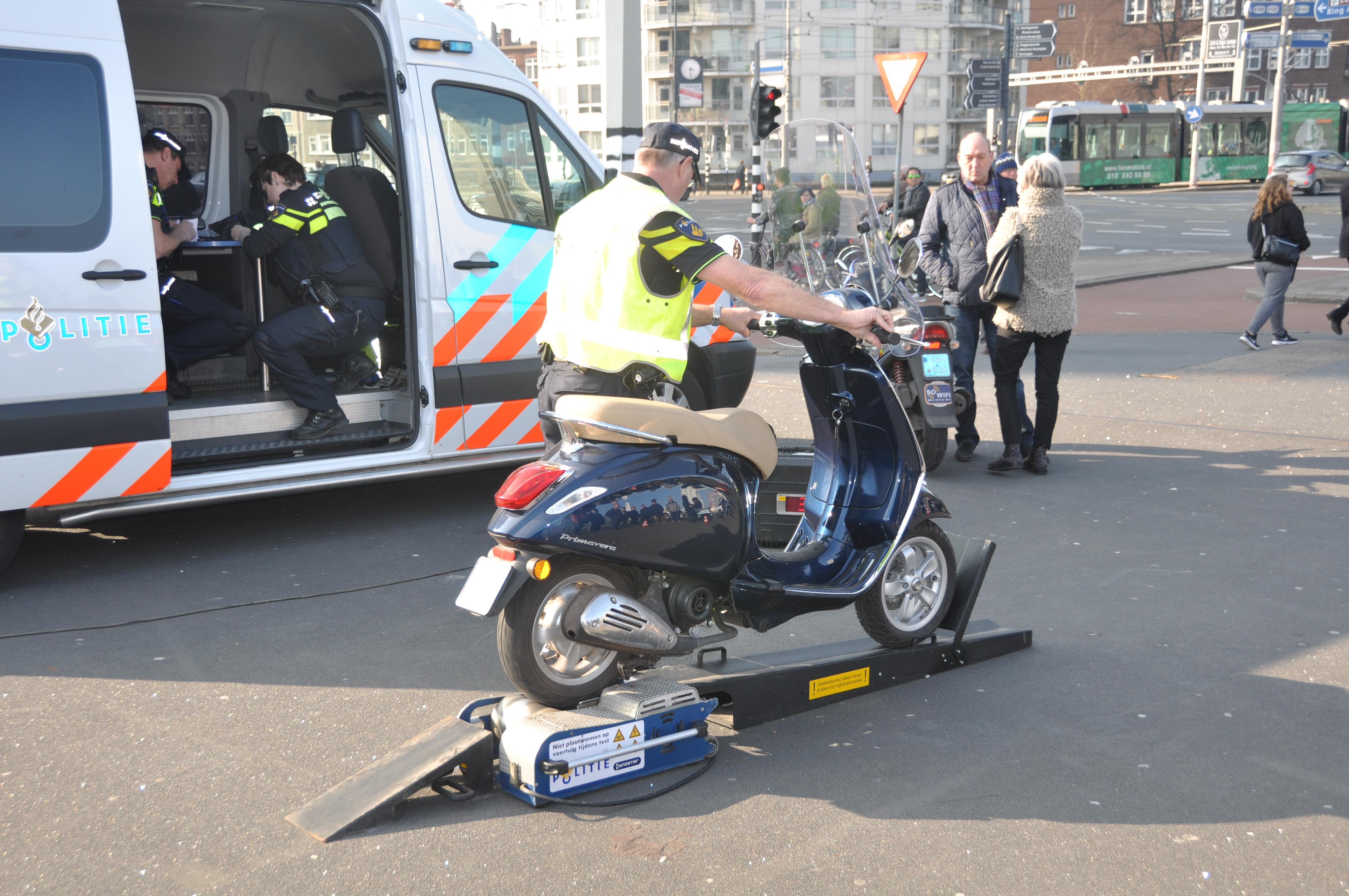
De rollerbank van de Rotterdamse politie in gebruik

De maximumsnelheid van bromfietsen dient in Nederland begrensd te zijn op 45 kilometer per uur. Voor een snorfiets is de maximumsnelheid beperkt tot 25 kilometer per uur. Om te controleren of een brom- of snorfiets niet is opgevoerd, wordt die met het achterwiel op twee rollen gezet. Wanneer vervolgens gas wordt gegeven drijft het wiel de rollen aan, die dan gaan draaien. Op die manier wordt de snelheid van het vervoermiddel bepaald en weergegeven op een speciale monitor. De politie kondigt rollerbankcontroles (in tegenstelling tot sommige snelheidscontroles voor auto's) niet aan.
Er worden verschillende correcties aangehouden door de politie, te onderscheiden in wettelijke correctie en apparatuur correctie. Bij de wettelijke correctie bedraagt dit bij een snorfiets 4 kilometer per uur en bij een bromfiets 5 kilometer per uur. Bij de apparatuur correctie wordt rekening gehouden met 10%. Als je dit omzet in getallen mag een bromfiets maximaal 56 kilometer per uur rijden op de rollerbank en een snorfiets mag maximaal 32 kilometer per uur.
Op bromfietsen die te hard kunnen rijden worden soms (illegaal) schakelbare toerentalbegrenzers geplaatst. Daarmee kan de bestuurder bij controle bijvoorbeeld een knopje indrukken, waardoor de bromfiets op de rollerbank niet harder dan de toegestane snelheid rijdt.
De bromfiets of snorfiets mag geen grotere cilinderinhoud dan 49.9 kubieke centimeter (49.9cc) hebben. Alles wat boven de 49.9cc wordt beschouwd als een motorfiets. Een aantal bromfietsbestuurders plaatst op hun bromfiets een cilinder met een grotere inhoud (meestal 70 cc), waardoor zij in feite volgens de wet op een motorfiets rijden.

## Gebruik als startmiddel
Een rollerbank kan ook gebruikt worden om met behulp van een voertuig een ander voertuig te starten. De rollerbank heeft dan geen enkele meetfunctie. Deze methode wordt vooral gebruikt voor het starten van motorfietsen zonder startmotor die door de hoge compressieverhouding niet aangeduwd kunnen worden, zoals dragracemotoren. Een van de aangedreven wielen van een auto brengt de rollen in beweging, die op hun beurt het achterwiel van de motorfiets rond laten draaien tot de motor aanslaat.